# 탄카키역

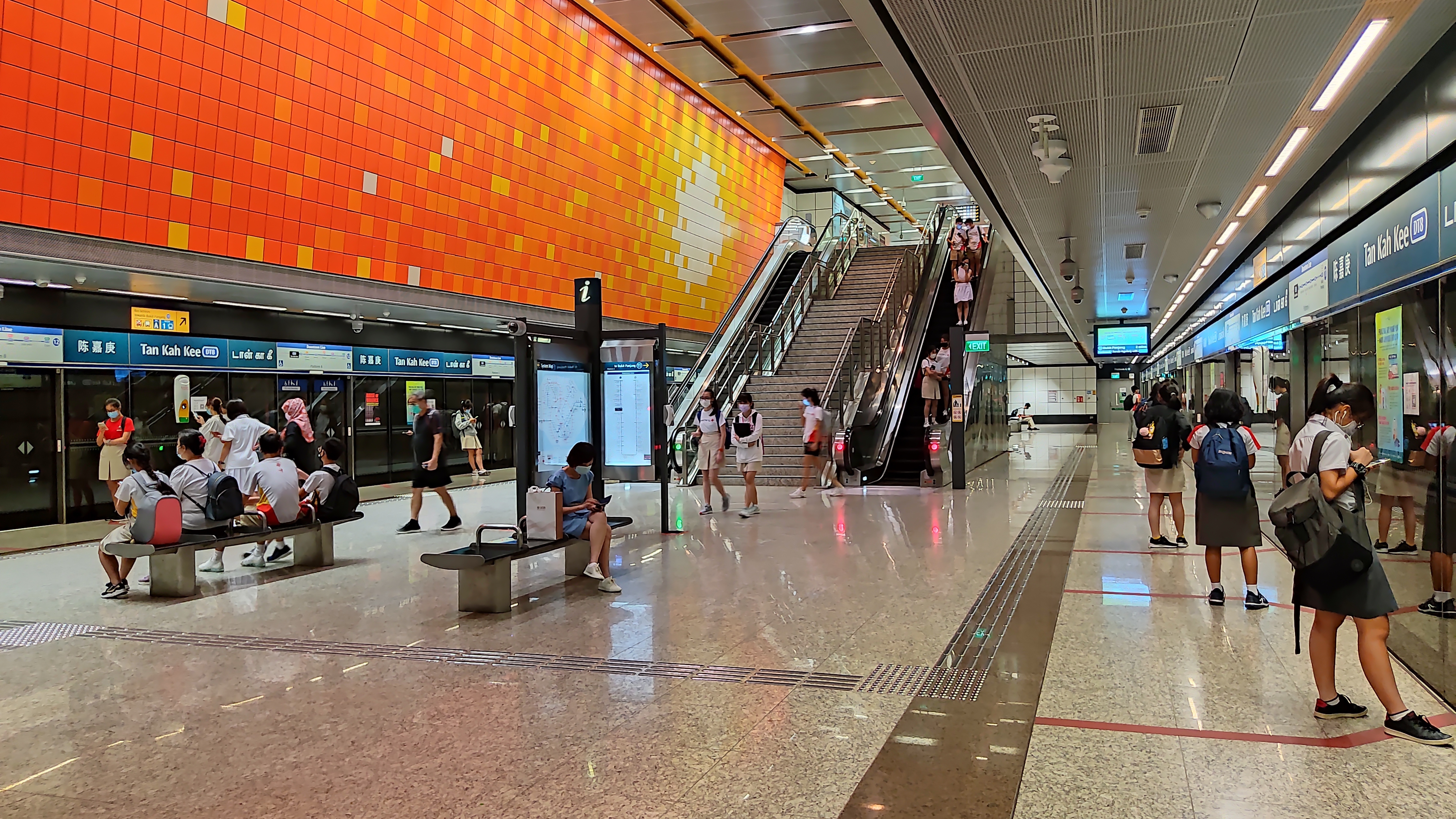

탄카키역(Tan Kah Kee MRT station)은 싱가포르 부킷티마에 있는 다운타운 라인(DTL)의 지하철 MRT(Mass Rapid Transit) 역이다. HCI(Hwa Chong Institute) 캠퍼스 바로 아래에 위치한 이 역은 Tan Kah Kee 설립자의 이름을 따서 명명되었다. HCI 외에도 이 역 인근의 다른 교육 기관으로는 난양 여자 고등학교, 래플스 여자 초등학교, 국립 단기 대학 등이 있다.
"Duchess MRT station"으로 처음 발표된 이 역은 2009년 대중 여론 조사를 통해 탄카키로 이름이 변경되었다. 이 이름은 "오해의 소지가 있는" 것으로 간주되고 지역성을 제대로 반영하지 않기 때문에 일부 비판을 받았다. 2013년 6월 탄카키역은 이 역 건설 계약을 맺은 알파인 바우(Alpine Bau)의 갑작스런 해체로 영향을 받은 세 역 중 하나였다. 당초 2016년 중반에 개통될 예정이었던 이 역은 DTL 2단계 역과 함께 2015년 12월 27일에 개통되었다. 이 방송국에는 네트워크의 아트 인 트랜싯 프로그램의 일환으로 HCI 학생들이 만든 두 개의 벽화(감사와 회복력)가 있다.